# Leptherpum capiberibei
Leptherpum capiberibei – gatunek dwuparca z rzędu węzławców i rodziny Chelodesmidae.
Gatunek ten opisany został w 2004 przez Siergieja Gołowacza i Richarda L. Hoffmana na podstawie pojedynczego samca, odłowionego w 1994 roku w Macapie.
Ciało holotypowego samca ma około 55 mm długości i 7,5 mm największej szerokości. Barwa u okazu przechowywanego w alkoholu jest kasztanowobrązowa. Głowę cechuje głęboki szew epikranialny, gęsto orzęsiony region nadustka i wargi górnej oraz naga okolica ciemienia. Collum jest znacznie szersze od głowy, ale węższe od następnego pierścienia. Pierścienie tułowia mają silnie rozwinięte paranota, osadzone na około ⅓ wysokości metazonitów, szeroko zaokrąglone na przednich krawędziach i, z wyjątkiem pierścieni od 17 do 19, o zaokrąglonych tylnych narożach. Po trzy poprzeczne rzędy punktów szczeciowych występują na metazonitach tułowia oprócz collum. Ozopory leżą w małych, owalnych jamkach w grzbietowo-bocznych częściach pierścieni. Gonopody mają duże, wydłużone koksyty i nieco wyższe od solenomerytów telopodity z bardzo szerokimi, zaokrąglonymi, płatowatymi częściami bocznymi.
Wij znany wyłącznie z brazylijskiego stanu Amapá.